# Pratdip (ort)
Pratdip är en ort i Spanien.   Den ligger i provinsen Província de Tarragona och regionen Katalonien, i den östra delen av landet, 400 km öster om huvudstaden Madrid. Pratdip ligger 236 meter över havet och antalet invånare är 675.
Terrängen runt Pratdip är huvudsakligen kuperad, men åt sydost är den platt. Runt Pratdip är det ganska tätbefolkat, med 100 invånare per kvadratkilometer. Närmaste större samhälle är Mont-roig del Camp, 8,3 km nordost om Pratdip. 